# Jermaine Pennant
Jermaine Lloyd Pennant, född 15 januari 1983 i Nottingham, England, är en engelsk före detta fotbollsspelare. Han spelade under sin karriär bland annat för  Arsenal, Liverpool, Real Zaragoza och Stoke City.
Han väckte viss uppmärksamhet 2005 när han tvingades spela en match iklädd elektrisk fotboja efter att ha blivit dömd till skyddstillsyn efter att ha kört bil rattonykter.

## Biografi
Pennant har jamaicanska rötter men har valt att representera England i landslagssammanhang. Trots att han har spelat 24 landskamper på U21-nivå har han ännu inte representerat England på senior-nivå.

### Arsenal
Efter att ha startat fotbollskarriären i Notts County blev han den dyraste tonåringen i Brittisk fotboll när Arsenal betalade 2 miljoner pund för honom i januari 1999, men lyckades inte leva upp till de högt ställda förväntningarna efter några disciplinära problem. Bland annat blev han hemskickad från Englands U21-landslag efter att ha brutit mot utegångsförbudet inför en viktig match mot Turkiet, och utvisad efter att ha slagit till Niko Kranjčar i en match mot Kroatien U21. Trots detta hann han med att göra 24 U21-landskamper vilket gör honom till spelaren med femte flest framträdanden i Englands U21-landslag.
Pennant debuterade för Arsenal 16 år och 319 dagar gammal i en match mot Middlesbrough i ligacupen den 30 november 1999 och blev därmed Arsenals yngsta spelare någonsin att representera A-laget (han slog Gerry Wards tidigare rekord med två dagar); rekordet har senare slagits av Cesc Fàbregas. Pennant fortsatte att figurera i Arsenals lag i ligacupen men fick vänta två och ett halvt år på sin första ligamatch då han blev inbytt i en match mot West Ham den 24 augusti 2002. I sin första ligamatch från start, mot Southampton i maj 2003, gjorde han hattrick. Det blev dock Pennants enda tre ligamål för klubben då han fick det fortsatt svårt att ta en plats i laget som kom att spela 49 raka ligamatcher utan förlust. Arsenals tränare Arsène Wenger verkade ha tappat tålamodet med honom och han tillbringade några säsonger på lån i Watford, Leeds, och Birmingham City.

### Birmingham City
Inför säsongen 2004/2005 blev Pennant utlånad till Birmingham City.
Den 23 januari 2005 blev Pennant arresterad och åtalad för rattfylleri efter att han kört på en gatlykta med en Mercedes i Aylesbury, vid tillfället avtjänade han ett sexton månader långt körförbud och saknade försäkring. Pennant erkände sig skyldig till rattfylleri och att han kört medan han hade körförbud och dömdes till tre månaders fängelse den 1 mars. Han släpptes mot skyddstillsyn efter 30 dagar och fortsatte omedelbart spela för Birmingham City trots att han var tvungen att bära en elektronisk fotboja. Pennant blev därefter den första spelaren i Premier Leagues historia att spela en match iklädd fotboja.
I april 2005 skrev Pennant på ett treårskontrakt med Birminghamklubben efter att de betalat Arsenal 3 miljoner pund för att göra lånet permanent. Efter att Birmingham blev nedflyttade efter säsongen 2005/2006 spekulerades det i att Pennant skulle lämna klubben.

### Liverpool
Pennant skrev på ett fyraårskontrakt med Liverpool den 26 juli 2006 efter en övergång värd 6,7 miljoner pund, en summa som kunde stiga till 8 miljoner på grund av olika klausuler.
Efter att ha imponerat under försäsongen gjorde han sin debut i tävlingsmatchsammanhang mot Maccabi Haifa i en kvalmatch till Champions League i augusti, Pennant blev utsedd till matchens bästa spelare av supportrarna på Liverpools officiella hemsida.
Den 20 januari 2007 gjorde Pennant sitt första mål för Liverpool i 2-0-segern mot Chelsea. Pennant skulle senare spela en av nyckelrollerna när Liverpool besegrade Pennant gamla klubb Arsenal med 4-1, Pennant var inblandad i tre av de fyra målen. När han inte blev uttagen i landslaget till matcherna mot Israel och Andorra i mars 2007 tyckte Pennant att det ointresse Englands manager, Steve McClaren, visade honom var "frustrerande".
Efter att ha spelat alla 90 minuter i 2007 års Champions League-final mot AC Milan blev han utsedd till matchens bästa Liverpoolspelare av lagets officiella hemsida.
Pennant inledde säsongen 2007/2008 på samma fina sätt som han avslutade den föregående när Liverpool ledde ligan under dess första månad. Han blev dock återigen ignorerad av McClaren till landslagets kvalmatcher till EM 2008 mot Israel och Ryssland trots att han hade stöd från Liverpools manager Rafael Benitez.
Efter landslagsuppehållet hade Liverpool svårt att behålla förstaplatsen i ligatabellen och Pennant hade även han problem med formen. I Liverpools första gruppspelsmatch i Champions League, på bortaplan mot FC Porto, blev Pennant utvisad för första gången i klubblagskarriären när han drog på sig två varningar. Pennant gjorde sitt andra mål för Liverpool i en 3-0-seger mot Newcastle United den 8 mars 2008 och sitt tredje i 2-0-segern mot Fulham den 19 april 2008.
I januari 2009 lånades Pennant ut till Portsmouth där han tillbringade resten av säsongen. När han återvände till Liverpool sommaren 2009 blev han inte erbjuden nytt kontrakt utan lämnade då klubben.

### Zaragoza
I juli 2009 skrev Pennant sedan på ett treårskontrakt med den spanska klubben Real Zaragoza. Den 24 februari 2010 blev Pennant hemskickad från träningen och bötfälld efter att ha varit sen till träningen tre gånger på två veckor. Han spelade 25 ligamatcher under säsongen.

### Stoke City
I augusti 2010 skrev Pennant på ett fyra månader långt låneavtal med den engelska Premier League-klubben Stoke City. När låneavtalet gick ut i december valde Stoke att köpa loss Pennant från sin spanska klubb. Man betalade 1,725 miljoner pund, en summa som kan stiga till 2,8 miljoner beroende på olika klausuler i övergången, och Pennant skrev på ett 2,5-årskontrakt med klubben.

## Meriter
Arsenal
- Segrare
  - 2001 FA Youth Cup
  - 2004 Charity Shield

Liverpool
- Segrare
  - 2006 Charity Shield
- Tvåa
  - 2007 UEFA Champions League